# Lebender Nationalschatz
Lebender Nationalschatz (japanisch 人間国宝, Ningen kokuhō) ist die umgangssprachliche Bezeichnung für eine Person, die vom japanischen Staat ausgezeichnet wurde für ihre hervorragende Fähigkeit, eine traditionelle Kunstfertigkeit fortzuführen und dadurch zu bewahren.

## Zum Begriff
Um überlieferte Kulturgüter wie Theater, Musik, traditionelles Kunsthandwerk und Anderes von besonderem Wert zu bewahren, ist 1950 das „Gesetz zum Schutz Wichtiger Kulturgüter“ um die Kategorie „Immaterielle Kulturgüter“ erweitert worden. Das heißt, einzelne Personen oder Gruppen, die eine entsprechende Kunstfertigkeit (わざ, waza) bewahren, werden – seit 1955 – als Träger derselben ausgezeichnet. Es gibt drei Gruppen von Auszeichnungen: 
- Einzelauszeichnung (各個認定, Kakko nintei) für Einzelpersonen,
- Kollektive Auszeichnung (総合認定, Sōgō nintei) für zwei oder mehr Personen, die zusammenwirken und als Einzelpersonen eine herausragende Fertigkeit besitzen,
- Auszeichnung einer Gruppe (保持団体認定, Hoji dantai nintei) für Gruppen als Ganzes ohne besondere Berücksichtigung der Einzelfähigkeiten.

Nur die einzeln ausgezeichnete Person wird als Lebender Nationalschatz bezeichnet. Die ausgezeichnete Person erhält einen jährlichen Ehrensold von derzeit 2 Millionen Yen. Gruppen werden durch Übernahme eines Teils der Aufführungskosten unterstützt. Das Japanische Nationaltheater (国立劇場, Kokuritsu gekijō) unterstützt die Ausbildung auf den Gebieten Nō, Bunraku und Kabuki.
Auch wenn der o. a. Status nicht zugesprochen wird, können ausgewählte „Aufzeichnungen“ als materielle Belege für immaterielle Fähigkeiten (「記録作成等の措置を講ずべき無形文化財」) registriert werden. Auf nationaler Ebene registriert der Staat selbst, ansonsten unterstützt er regionale Körperschaften bei dieser Aufgabe.

## Die einzelnen Kategorien

### Darstellende Künste
siehe auch: Liste Lebender Nationalschätze Japans (Schaukünste)
- Kaiserliche Hofmusik Gagaku (雅楽, gagaku)
- Nō (能楽, nōgaku)
- Bunraku (文楽, bunraku)
- Kabuki (歌舞伎, kabuki)
- Gruppentanz, Okinawa (組踊, kumi-odori)
- Musik auf traditionellen Instrumenten: Biwa, Koto[A 3], Shakuhachi u. a. (音楽, ongaku)
- Tanz (舞踊, buyō)
- Vortragskunst: Rakugo u. a. (演芸, engei, Unterhaltungskünste)
- Schauspielkunst (演劇, engeki)

### Kunsthandwerk
siehe auch: Liste Lebender Nationalschätze Japans (Kunsthandwerk)
- Keramik (陶芸, tōgei)
- Färben (染織, senshoku)
- Färben mit Papierschablonen (染織（伊勢型紙）, senshoku (Ise-Katagami))
- Lackarbeiten (漆芸, shitsugei)
- Metallarbeiten (金工, kinkō)
- Metallarbeiten: Schwerter (金工（刀剣）, kinkō (tōken))
- Puppen (人形, ningyō)
- Holz- und Bambusarbeiten (木・竹工, moku chikukō)
- Verschiedenes Kunsthandwerk (諸工芸, shokōgei)
- Japanpapier (和紙, washi)